# Frecciabianca

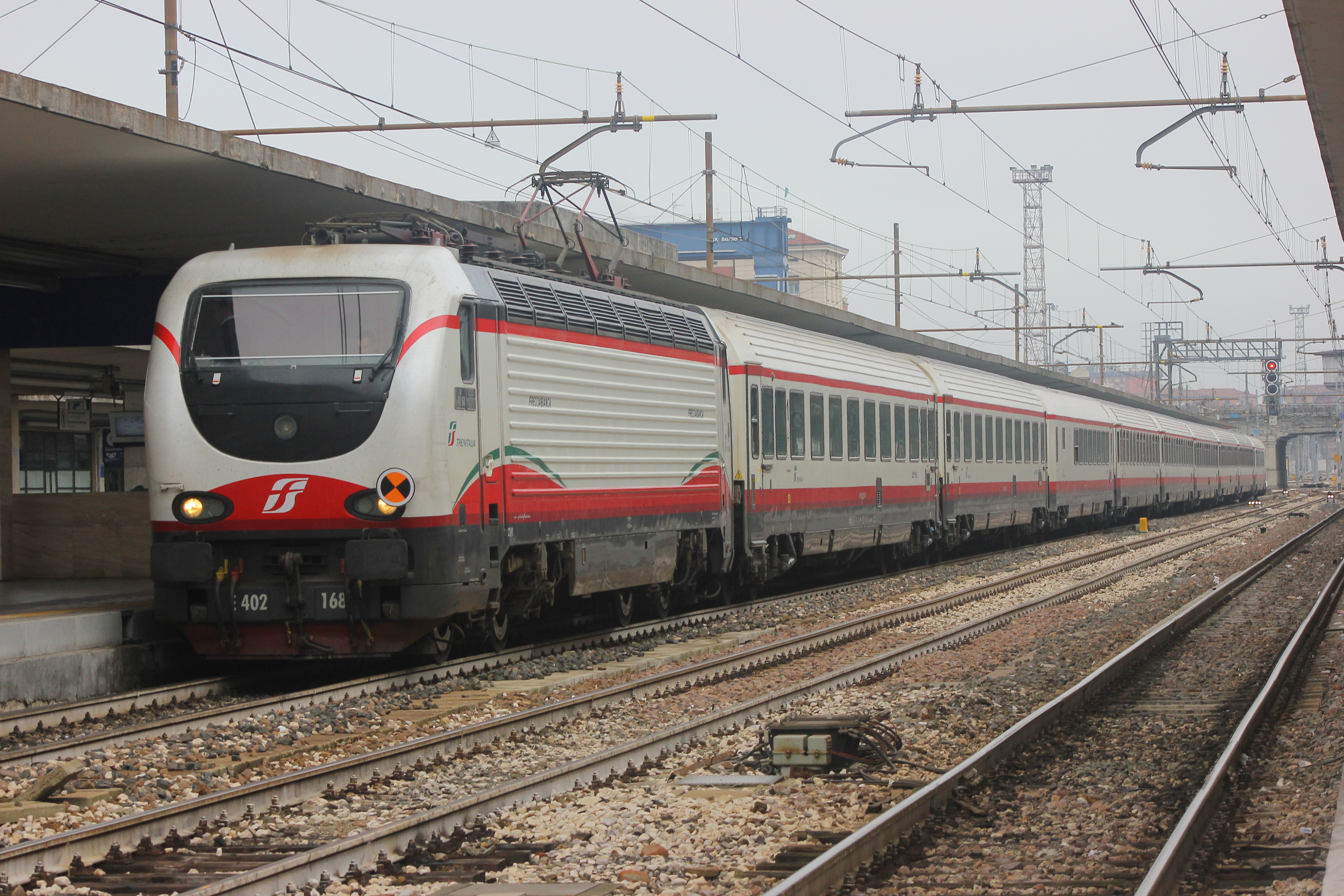
Train Frecciabianca tiré par une locomotive de la série FS E.402B

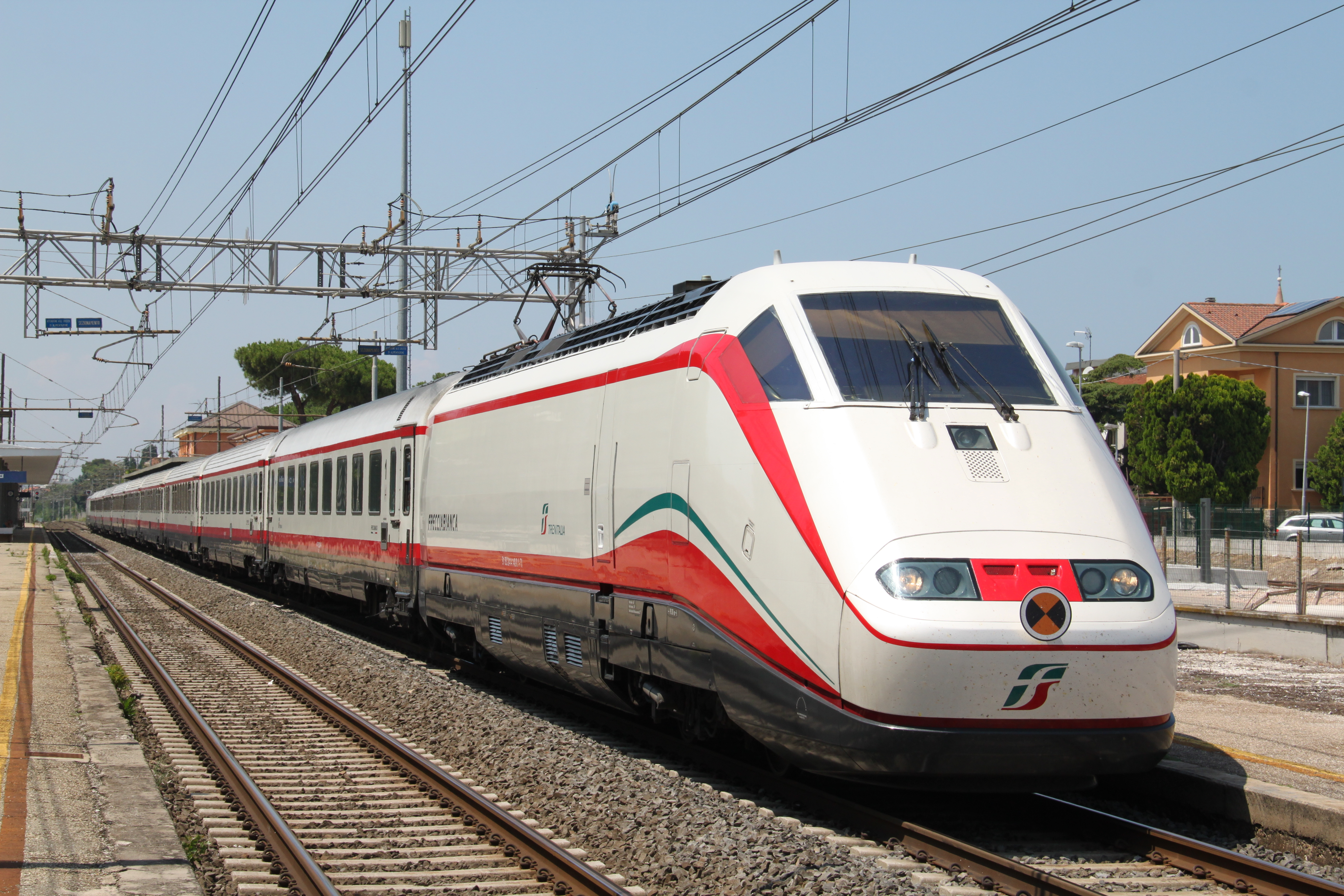
Rame Frecciabianca tirée par une motrice FS E.414 (ex ETR 500)

Frecciabianca (FB) est le nom donné par l'entreprise ferroviaire italienne Trenitalia à un service intermédiaire entre l'InterCity et la grande vitesse de Frecciargento et Frecciarossa.
En 2006, un service appelé Eurostar Italia a été mis en place par Trenitalia pour relier les grandes villes de la péninsule. Il a changé de nom en 2011 pour devenir le Frecce pour éviter la confusion avec les rames Eurostar à destination de la Grande Bretagne. Le Frecce regroupent les catégories de services Frecciabianca, Frecciargento et Frecciarossa.
Le matériel roulant est composé par les rames Fiat Pendolino type ETR 460, ETR 485 et des rames ETR 500 renommées ETR 414, aptes à 250 km/h.
Depuis l'été 2019, les Frecciabianca sont progressivement remplacés par les Frecciargento sur la ligne adriatique.

## Caractéristiques
Outre un confort et un service spécifique, il s'agit de trains express qui desservent des villes grandes et moyennes en roulant sur des lignes classiques.

## Dessertes ferroviaires

### Relations
En 2020, les relations en service sont les suivantes :
- Rome - Civitavecchia - Grosseto - Campiglia Marittima - Livorno - Pise - Viareggio - Massa - La Spezia - Chiavari - Rapallo - Gênes - Pavia - Milan
- Rome - Civitavecchia - Grosseto - Campiglia Marittima - Livorno - Pise - Viareggio - Massa - La Spezia - Chiavari - Rapallo - Gênes - Alessandria - Asti - Turin
- Rome - Terni - Spoleto - Foligno - Fabriano - Jesi - Falconara Marittima - Pesaro - Rimini - Ravenna
- Rome - Naples - Salerno - Sapri - Paola - Lamezia Terme - Vibo Valentia - Rosarno - Gioia Tauro - Villa San Giovanni - Reggio de Calabre
- Milan - Piacenza - Parma - Reggio Emilia - Modena / Venise - Padova - Rovigo - Ferrara / Bologne - Rimini - Pesaro - Ancona - Civitanova Marche - Pescara - Termoli - Foggia - Barletta - Bari - Brindisi - Lecce

### Temps de trajet
Temps de parcours prévu par l'exploitant Trenitalia en 2023 :
- Turin - Milan en 1 h 10 (Turin-Porta-Nuova, Turin-Porta-Susa, Vercelli, Novare, Milan-Centrale)
- Turin - Milan - Venise-Mestre - Venise Santa Lucia en 3 h 37
- Turin - Milan - Venise-Mestre - Trieste en 5 h 50
- Milan - Venise en 2 h 25
- Milan - Venise-Mestre - Trieste en 4 h 12
- Milan - Venise - Udine en 3 h 52
- Milan - Bologne - Ancône en 3 h 30
- Milan - Bologne - Ancône - Pescara Centrale en 4 h 45
- Venise - Lecce en 8 h 43
- Rome Termini - Gênes P.za Principe en 3 h 38
- Rome - Reggio de Calabre en 5 h 10